# 아레나 (기업)
아레나(Arena)는 프랑스와 이탈리아의 수영 장비 제조업체이다. 1973년, 독일에 본사를 둔 아디다스의 설립자 아돌프 다슬러의 아들인 프랑스 현지 법인 사장 호르스트 다슬러가 설립하였다.